# Silas Marner (film 1922)
Silas Marner è un film del 1922 diretto da Frank P. Donovan. Prodotto dalla Associated Exhibitors che lo distribuì nelle sale nel maggio del 1922, il film era interpretato da Crauford Kent e da Marguerite Courtot.
Il soggetto è tratto dal romanzo omonimo del 1861 di George Eliot che era già stato portato sullo schermo in altre versioni cinematografiche. Prima fra tutte, quella del 1909 di D.W. Griffith che aveva il titolo A Fair Exchange. E quella della Thanhouser del 1911, diretta da Theodore Marston e interpretata da Frank Hall Crane.

## Trama
La vita travagliata di Silas Marner che deve andarsene dalla sua città, accusato falsamente di furto. Silas, depresso e solitario, ritroverà una ragione di vita quando prenderà con sé la piccola Eppie, rimasta orfana di madre, che lui alleverà come una figlia.

## Produzione
Il film fu prodotto dall'Associated Exhibitors.

## Distribuzione
Distribuito dall'Associated Exhibitors, il film uscì nelle sale cinematografiche USA nel maggio 1922.